# Вахненко Валерій Анатолійович
Вале́рій Анато́лійович Вахне́нко (нар. 19 лютого 1957 — 27 вересня 2016) — старшина Збройних сил України, учасник російсько-української війни.

## Життєпис
Народився 1957 року в Нижніх Сірогозах (також місцем народження вказується Дніпропетровськ та Нова Каховка). 1981 року закінчив агропромисловий коледж у Новій Каховці.
Брав акивну участь у подіях Революції Гідності у складі 17-ї сотні Самооборони Майдану; у Новій Каховці організував загін територіальної самооборони.
З початком війни став волонтером; в червні 2015 року добровольцем пішов на фронт — у складі 1-ї штурмової роти ДУК ПС; 2016 року бійці увійшли до 54-ї бригади («Вовки Подолянина» ДУК «Правий сектор»). Останні 3 місяці служив в ЗСУ; старшина роти 1-ї роти 1-го батальйону 54-ї окремої механізованої бригади — головний сержант взводу.
Загинув 27 вересня 2016 року внаслідок ДТП поблизу смт. Луганське (Бахмутський район), ще 4 бійців ДУК ПС були травмовані.
Похований в Новій Каховці.

## Нагороди та вшанування
- Лицарський Хрест Родини Мазеп
- 22 травня 2017 року відкрито на будівлі Новокаховського агроколеджу 2 меморіальні дошки — Валерію Вахненку та Віктору Кісловському
- у вересні 2018-го в Нижніх Сірогозах відбувся районний турнір з футболу пам'яті загиблих земляків-учасників війни Анатолія Шиліка, Віталія Драньчінкова та Валерія Вахненка
- в жовтні 2018 року в Нижніх Сірогозах відкрили пам'ятний знак учасникам АТО — Анатолію Шиліку, Валерію Вахненку Віталію Драньчінкову
- відзнака ДУК ПС «Бойовий Хрест Корпусу» (посмертно).